# Chris DeArmitt
 (août 2025).
Chris DeArmitt (PhD, FRSC, FIMMM) est un chimiste britannique spécialisé dans les polymères et lobbyiste qui s'intéresse particulièrement aux plastiques et à leur impact sur l'environnement, DeArmitt a étudié la chimie des polymères à l'université du Sussex et a obtenu son doctorat en 1995 avec une thèse intitulée « Novel Colloidal and Soluble Forms of Polyaniline and Polypyrrole » (Nouvelles formes colloïdales et solubles de polyaniline et de polypyrrole),. Au cours de sa carrière, il a occupé des postes de direction dans des entreprises internationales telles que BASF, Electrolux, Hybrid Plastics, Applied Minerals et LKAB Minerals. Depuis 2009, il est président de Phantom Plastics LLC aux États-Unis. Il est un conférencier très demandé lors de conférences internationales et intervient régulièrement en tant qu'expert dans les médias, notamment sur CBS 60 Minutes, Sky News et la BBC,.
DeArmitt diffuse intensivement son point de vue par le biais de publications sur LinkedIn. Son approche a déjà fait l'objet d'une analyse. Il a été qualifié de « marchand stéréotypé du doute » qui « fait du lobbying pour la convention sur les plastiques dans l'intérêt des entreprises ».

## Publications
- (en) Chris DeArmitt et Roger Rothon, « Dispersants and Coupling Agents », dans Applied Plastics Engineering Handbook, Elsevier, 2011, 441–454 p. (ISBN 978-1-4377-3514-7, DOI 10.1016/b978-1-4377-3514-7.10025-x, lire en ligne)
- Chris DeArmitt: Innovation Abyss: An Innovator's Solutions to Corporate Innovation Failure. 2016.
- (en) Chris DeArmitt et Roger Rothon, « Dispersants and Coupling Agents », dans Applied Plastics Engineering Handbook, Elsevier, 2017, 501–516 p. (ISBN 978-0-323-39040-8, DOI 10.1016/b978-0-323-39040-8.00022-5, lire en ligne)
- (en) Roger Rothon et Christopher DeArmitt, « Fillers (Including Fiber Reinforcements) », dans Brydson's Plastics Materials, Elsevier, 2017, 169–204 p. (ISBN 978-0-323-35824-8, DOI 10.1016/b978-0-323-35824-8.00008-6, lire en ligne)
- Chris DeArmitt: The Plastics Paradox: Facts for a Brighter Future.  (ISBN 9780997849929), 2020.
- Applied plastics engineering handbook: processing, sustainability, materials, and applications, William Andrew, an imprint of Elsevier, coll. « Plastics design library PDL handbook series », 2024 (ISBN 978-0-323-88667-3)
- Chris DeArmitt: Shattering the Plastics Illusion: Exposing Environment Myths. 2025.